# Saint-Aubin-en-Bray
Pour les articles homonymes, voir Saint-Aubin.
Saint-Aubin-en-Bray est une commune française située dans le département de l'Oise en région Hauts-de-France.

## Géographie

### Description
Saint-Aubin est un bourg situé dans la partie picarde du pays de Bray, qui est une petite région naturelle de France située à l'est et au sud-est de Rouen, à cheval sur les départements de la Seine-Maritime et de l'Oise partagée entre les régions de Haute-Normandie et de Picardie. C'est une région de bocage qui se caractérise par son sol argileux favorable aux herbages et à l'élevage bovin laitier.

### Communes limitrophes
Les villages les plus proches sont Espaubourg à 1,2 km en ouest, Ons-en-Bray à 3 km au sud est, Cuigy-en-Bray à 3,6 km en ouest et Lalandelle à 3,7 km au sud.
| Blacourt   |                     | Lachapelle-aux-Pots |
| Espaubourg | Saint-Aubin-en-Bray | Ons-en-Bray         |
|            | Lalandelle          |                     |

### Hydrographie

#### Réseau hydrographique
La commune est située dans le bassin Seine-Normandie. Elle est drainée par l'Avelon, le cours d'eau 09 de la commune de Blacourt, le ruisseau des Galopins et divers bras de l'Avelon,,.
L'Avelon, d'une longueur de 23 km, prend sa source dans la commune de Senantes et se jette  dans Rivière de Saint-Just à Beauvais, après avoir traversé onze communes.

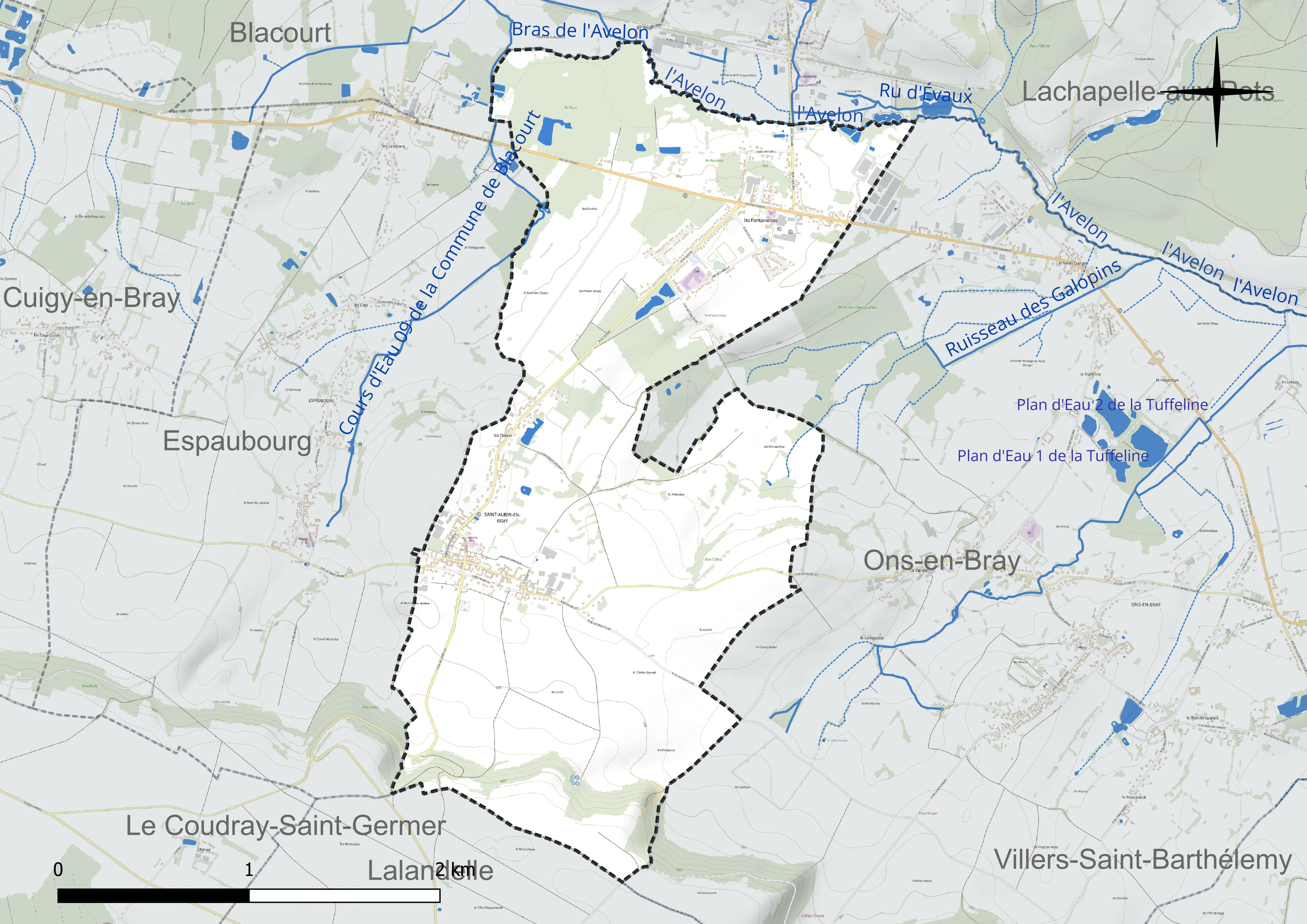
Réseau hydrographique de Saint-Aubin-en-Bray.

#### Gestion et qualité des eaux
Le territoire communal est couvert par le schéma d'aménagement et de gestion des eaux (SAGE) « Sensée ». Ce document de planification concerne un territoire de 1 219 km2 de superficie, délimité par le bassin versant du Thérain. Le périmètre a été arrêté le 27 janvier 2023 et le SAGE proprement dit est, en 2024, en cours d'élaboration. La structure porteuse de l'élaboration et de la mise en œuvre est le syndicat intercommunal de la Vallée du Thérain (SIVT).
La qualité des cours d'eau peut être consultée sur un site dédié géré par les agences de l'eau et l'Agence française pour la biodiversité.

### Climat
Pour des articles plus généraux, voir Climat des Hauts-de-France et Climat de l'Oise.
En 2010, le climat de la commune est de type climat océanique dégradé des plaines du Centre et du Nord, selon une étude du CNRS s'appuyant sur une série de données couvrant la période 1971-2000. En 2020, Météo-France publie une typologie des climats de la France métropolitaine dans laquelle la commune est exposée à un climat océanique et est dans la région climatique  Sud-ouest du bassin Parisien, caractérisée par une faible pluviométrie, notamment au printemps (120 à 150 mm) et un hiver froid (3,5 °C).
Pour la période 1971-2000, la température annuelle moyenne est de 10,3 °C, avec une amplitude thermique annuelle de 14,1 °C. Le cumul annuel moyen de précipitations est de 777 mm, avec 12,3 jours de précipitations en janvier et 8,4 jours en juillet. Pour la période 1991-2020, la température moyenne annuelle observée sur la station météorologique la plus proche, située sur la commune de Jaméricourt à 13 km à vol d'oiseau, est de 11,0 °C et le cumul annuel moyen de précipitations est de 695,7 mm,. Pour l'avenir, les paramètres climatiques de la commune estimés pour 2050 selon différents scénarios d'émission de gaz à effet de serre sont consultables sur un site dédié publié par Météo-France en novembre 2022.

### Milieux naturels et biodiversité

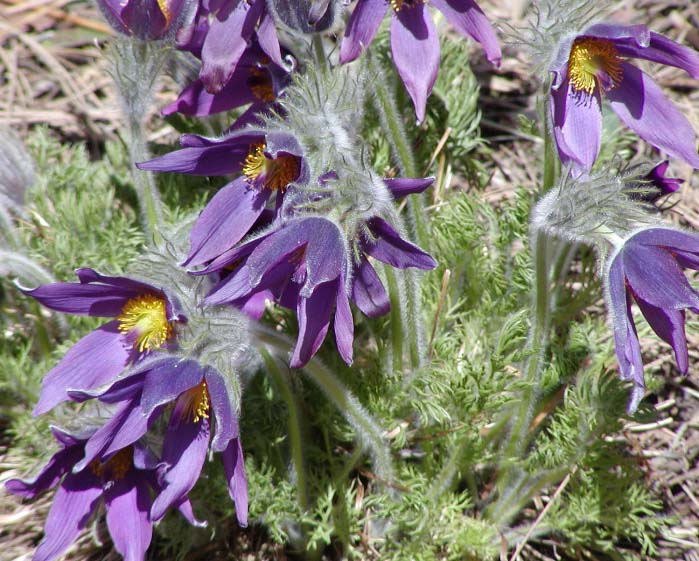
Anémone pulsatille en larris.

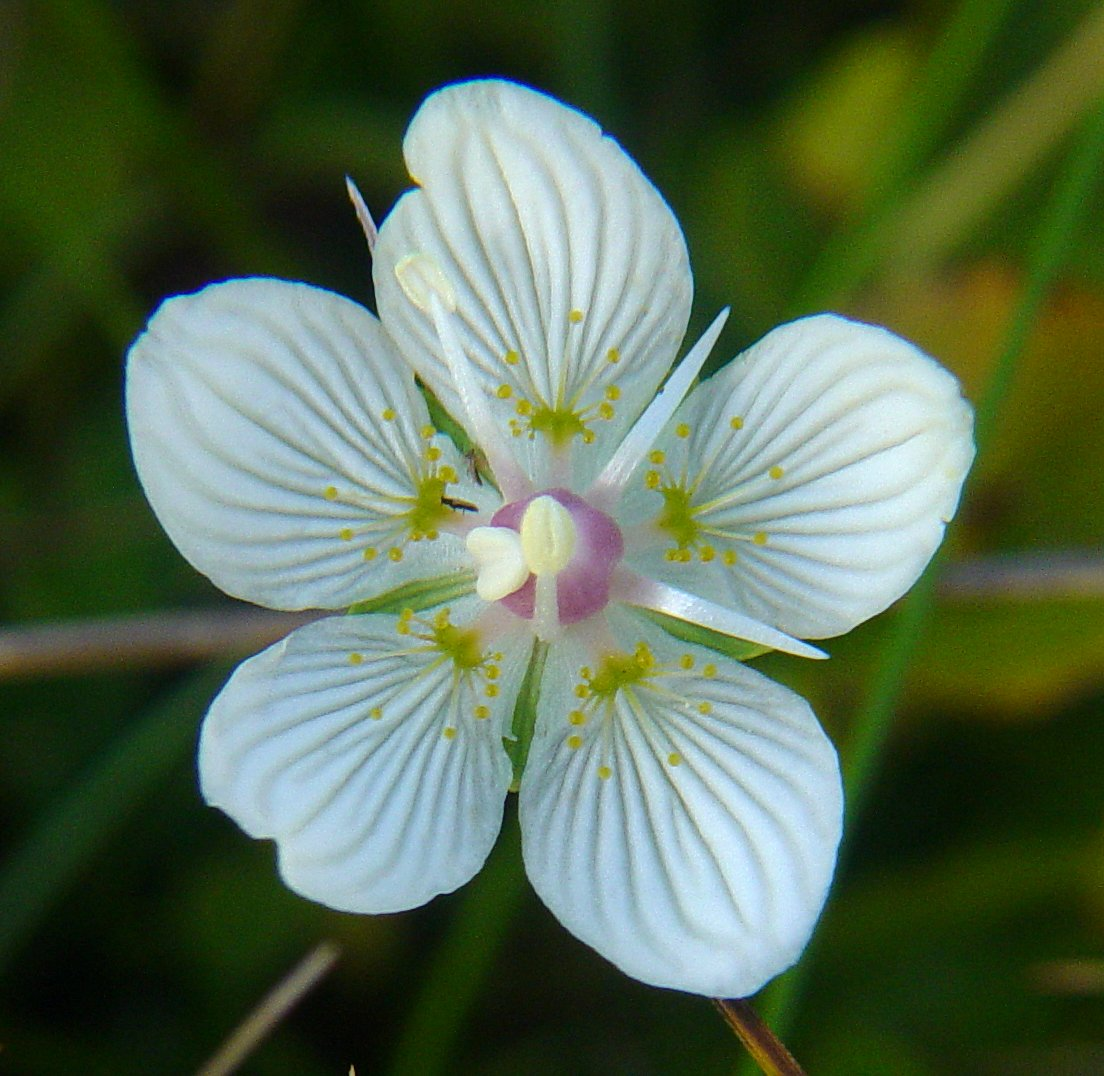
Parnassie des marais.

La commune de Saint-Aubin-en-Bray a entrepris en 1993 des travaux permettant de valoriser un espace qui était une ancienne carrière d'extraction de craie. Après avoir nettoyé le sol de matériaux divers et aménagé pelouses, arbres et divers autres végétaux, les larris de Saint-Aubin-en-Bray deviennent un lieu où la nature reprend ses droits. La commune en a confié la gestion et la valorisation au Conservatoire d'espaces naturels de Picardie, devenu partie intégrante du Conservatoire d'espaces naturels des Hauts-de-France,.
Un larri est un terme d'origine Picarde, passé en ancien français, désignant les coteaux calcaires non boisés. En picard, les pâtis à moutons sont « des larris » (nombreuses variantes orthographiques : larris ; larri ; larriz etc.). Le mot, souvent écrit lariz est en usage dans les textes classiques du Moyen Âge en picard ancien [ainsi les chevaux vont par chans et par larris, dans les plaines, les terres et les larris]. La chanson de Roland nous rapporte qu'un chevalier a couvert en sunt li val et li montaigne et li lariz et trestutes les plaignes. Le terme est issu de la racine germanique hlar qui signifie « clairière, lande » et que l'on retrouve également en toponymie comme terminaison -lers (ex. : Meulers) ou -flers (ex. : Mouflers) et en emploi autonome Flers. Le mot larris prend bien ici une valeur de toponyme écologique. »

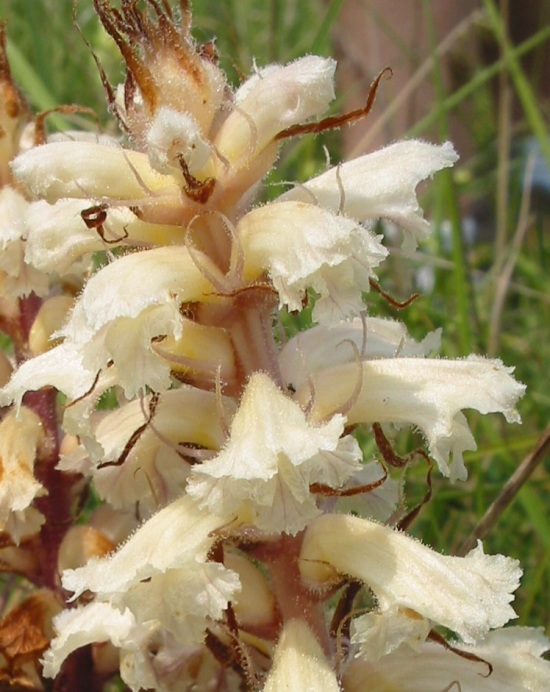
Orobanche.

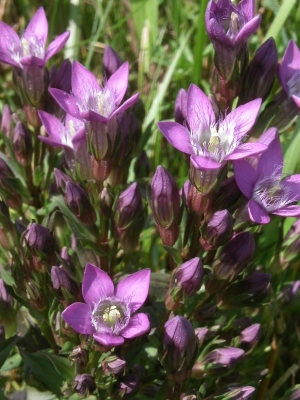
Gentiane d'Allemagne.

La flore des larris est riche et originale, du fait de facteurs particuliers tels qu'un substrat crayeux pauvre en éléments nutritifs et ne retenant pas l'eau, une mince couche de terre dans laquelle les plantes doivent pouvoir prendre racine, ou encore une forte érosion. On y trouve entre autres la Gentiane d'Allemagne (Gentianella germanica), la Parnassie des marais (Parnassia palustris), l'Orobanche sanglante (Orobanche gracilis), le Galéopsis à feuilles étroites (Galeopsis angustifolia), la Phalangère rameuse (Anthericum ramosum) mais également plusieurs espèces d'orchidées sauvages.
La faune y est aussi typique comme le Tarier pâtre (Saxicola rubicola), un passeriforme qui affectionne les larris, ainsi que la Decticelle des bruyères (Metrioptera brachyptera), sauterelle rare dans l'Oise, le Demi-deuil (Melanargia galathea), un papillon commun sur les pelouses, et le Gomphocère roux (Gomphocerippus rufus), un petit criquet chanteur annonceur des journées chaudes d'été.
Représentés sur de faibles superficies de nos jours, les larris constituent de véritables îlots de biodiversité qu'il convient de préserver.
Le site présente de fortes pentes instables et dangereuses, la circulation des engins à moteur y est interdite.

## Urbanisme

### Typologie
Au 1er janvier 2024, Saint-Aubin-en-Bray est catégorisée commune rurale à habitat dispersé, selon la nouvelle grille communale de densité à sept niveaux définie par l'Insee en 2022.
Elle appartient à l'unité urbaine de Lachapelle-aux-Pots, une agglomération intra-départementale regroupant trois  communes, dont elle est ville-centre,,. Par ailleurs la commune fait partie de l'aire d'attraction de Beauvais, dont elle est une commune de la couronne,. Cette aire, qui regroupe 162 communes, est catégorisée dans les aires de 50 000 à moins de 200 000 habitants,.

### Occupation des sols
L'occupation des sols de la commune, telle qu'elle ressort de la base de données européenne d'occupation biophysique des sols Corine Land Cover (CLC), est marquée par l'importance des territoires agricoles (73 % en 2018), en diminution par rapport à 1990 (75,4 %). La répartition détaillée en 2018 est la suivante : 
terres arables (39 %), prairies (30,2 %), forêts (15,5 %), zones urbanisées (11,5 %), zones agricoles hétérogènes (3,9 %). L'évolution de l'occupation des sols de la commune et de ses infrastructures peut être observée sur les différentes représentations cartographiques du territoire : la carte de Cassini (XVIIIe siècle), la carte d'état-major (1820-1866) et les cartes ou photos aériennes de l'IGN pour la période actuelle (1950 à aujourd'hui).

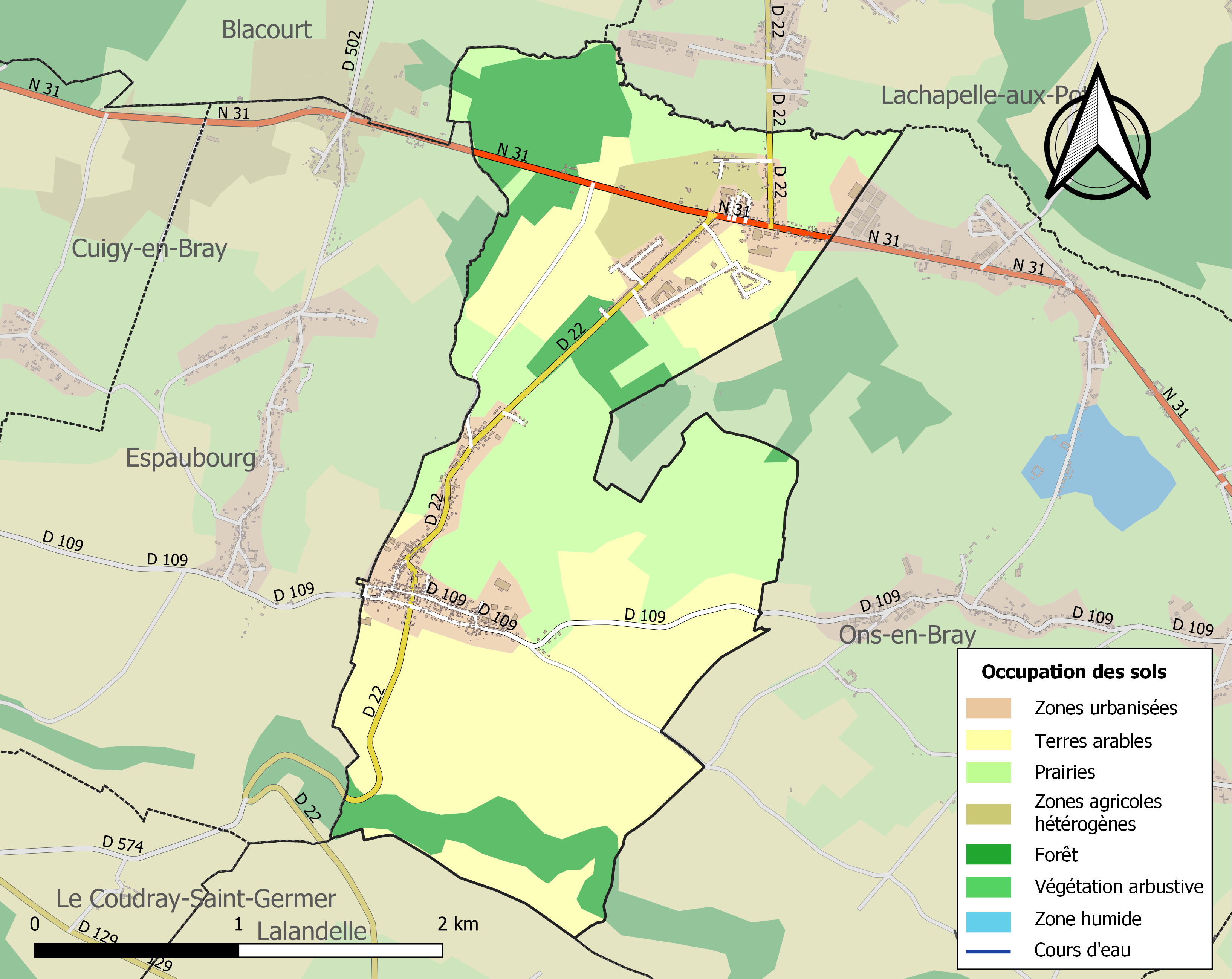
Carte des infrastructures et de l'occupation des sols de la commune en 2018 (CLC).

### Voies de communication et transports
La commune est desservie, en 2023, par les lignes 610, 618, 6102, 6107, 6138, 6147 et 6149 du réseau interurbain de l'Oise.

## Toponymie
Le nom de la localité est attesté sous les formes Sanctus Albinus (1159) ; Saint Aubin les Ons (vers 1240) ; Sanctus Albinus in Braio (1285) ; Saint Aubin en Brai (1285) ; eccl. Sancti Albini juxta novum forum (XIIIe) ; « sancti albini in braio prope belvacum » (1420) ; Saint Aulbin en Bray (XVe) ; Saint Aubin (1667) ; Saint-Aubin-en-Bray (1840).

Saint-Aubin est un hagiotoponyme.
Le pays de Bray est une région naturelle de France du Nord-Ouest de la France. À cheval sur les départements de Seine-Maritime et de l'Oise.

## Histoire
En 1380, l'année de son accession au trône, le roi de France Charles VI dit Charles le Bien-Aimé (1368-1422) cède les terres de Saint-Aubin-en-Bray au chanoine de Beauvais Arnaud Corbie qui devient plus tard chancelier de France.
Les terres ont appartenu par la suite à la maison de Flavacourt dont elles sont séparées en 1405 pour créer une nouvelle cure. Le seigneur de Flavacourt (1396-1415) était général sur le fait des Aides pour Charles VI.

## Politique et administration
| Période                                  | Période                       | Identité       | Étiquette | Qualité                |
| ---------------------------------------- | ----------------------------- | -------------- | --------- | ---------------------- |
| Les données manquantes sont à compléter. |                               |                |           |                        |
| mars 1977                                | juin 2018                     | Michel Mayer   |           | Démissionnaire         |
| juin 2018                                | mai 2020                      | Michel Lancien |           |                        |
| mai 2020                                 | juillet 202                   | Marie Doisneau |           | Démissionnaire         |
| juillet 2022                             | En cours (au 22 juillet 2022) | Patrice Dufour |           | Policier à la retraite |

## Population et société

### Démographie

#### Évolution démographique
L'évolution du nombre d'habitants est connue à travers les recensements de la population effectués dans la commune depuis 1793. Pour les communes de moins de 10 000 habitants, une enquête de recensement portant sur toute la population est réalisée tous les cinq ans, les populations de référence des années intermédiaires étant quant à elles estimées par interpolation ou extrapolation. Pour la commune, le premier recensement exhaustif entrant dans le cadre du nouveau dispositif a été réalisé en 2004.

En 2022, la commune comptait 1 193 habitants, en évolution de +5,76 % par rapport à 2016 (Oise : +0,87 %, France hors Mayotte : +2,11 %).
| 1793 | 1800 | 1806 | 1821 | 1831 | 1836 | 1841 | 1846 | 1851 |
| ---- | ---- | ---- | ---- | ---- | ---- | ---- | ---- | ---- |
| 419  | 487  | 518  | 503  | 473  | 496  | 484  | 459  | 451  |

| 1856 | 1861 | 1866 | 1872 | 1876 | 1881 | 1886 | 1891 | 1896 |
| ---- | ---- | ---- | ---- | ---- | ---- | ---- | ---- | ---- |
| 413  | 416  | 449  | 443  | 492  | 432  | 448  | 466  | 508  |

| 1901 | 1906 | 1911 | 1921 | 1926 | 1931 | 1936 | 1946 | 1954 |
| ---- | ---- | ---- | ---- | ---- | ---- | ---- | ---- | ---- |
| 533  | 538  | 548  | 550  | 571  | 606  | 540  | 530  | 615  |

| 1962 | 1968 | 1975 | 1982 | 1990 | 1999 | 2004  | 2006  | 2009  |
| ---- | ---- | ---- | ---- | ---- | ---- | ----- | ----- | ----- |
| 690  | 747  | 825  | 835  | 855  | 904  | 1 091 | 1 142 | 1 020 |

| 2014  | 2019  | 2022  | - | - | - | - | - | - |
| ----- | ----- | ----- | - | - | - | - | - | - |
| 1 053 | 1 165 | 1 193 | - | - | - | - | - | - |

#### Pyramide des âges
La population de la commune est relativement jeune.
En 2018, le taux de personnes d'un âge inférieur à 30 ans s'élève à 38,7 %, soit au-dessus de la moyenne départementale (37,3 %). À l'inverse, le taux de personnes d'âge supérieur à 60 ans est de 19,7 % la même année, alors qu'il est de 22,8 % au niveau départemental.
En 2018, la commune comptait 576 hommes pour 577 femmes, soit un taux de 50,04 % de femmes, légèrement inférieur au taux départemental (51,11 %).
Les pyramides des âges de la commune et du département s'établissent comme suit.
| Hommes | Classe d’âge | Femmes |
| ------ | ------------ | ------ |
| 0,0    | 90 ou +      | 1,4    |
| 4,5    | 75-89 ans    | 5,1    |
| 13,9   | 60-74 ans    | 14,6   |
| 22,5   | 45-59 ans    | 23,0   |
| 18,6   | 30-44 ans    | 19,0   |
| 14,8   | 15-29 ans    | 13,7   |
| 25,8   | 0-14 ans     | 23,2   |

| Hommes | Classe d’âge | Femmes |
| ------ | ------------ | ------ |
| 0,5    | 90 ou +      | 1,4    |
| 5,5    | 75-89 ans    | 7,6    |
| 15,6   | 60-74 ans    | 16,3   |
| 20,8   | 45-59 ans    | 20     |
| 19,4   | 30-44 ans    | 19,4   |
| 17,6   | 15-29 ans    | 16,2   |
| 20,6   | 0-14 ans     | 19,1   |

## Culture locale et patrimoine

### Lieux et monuments

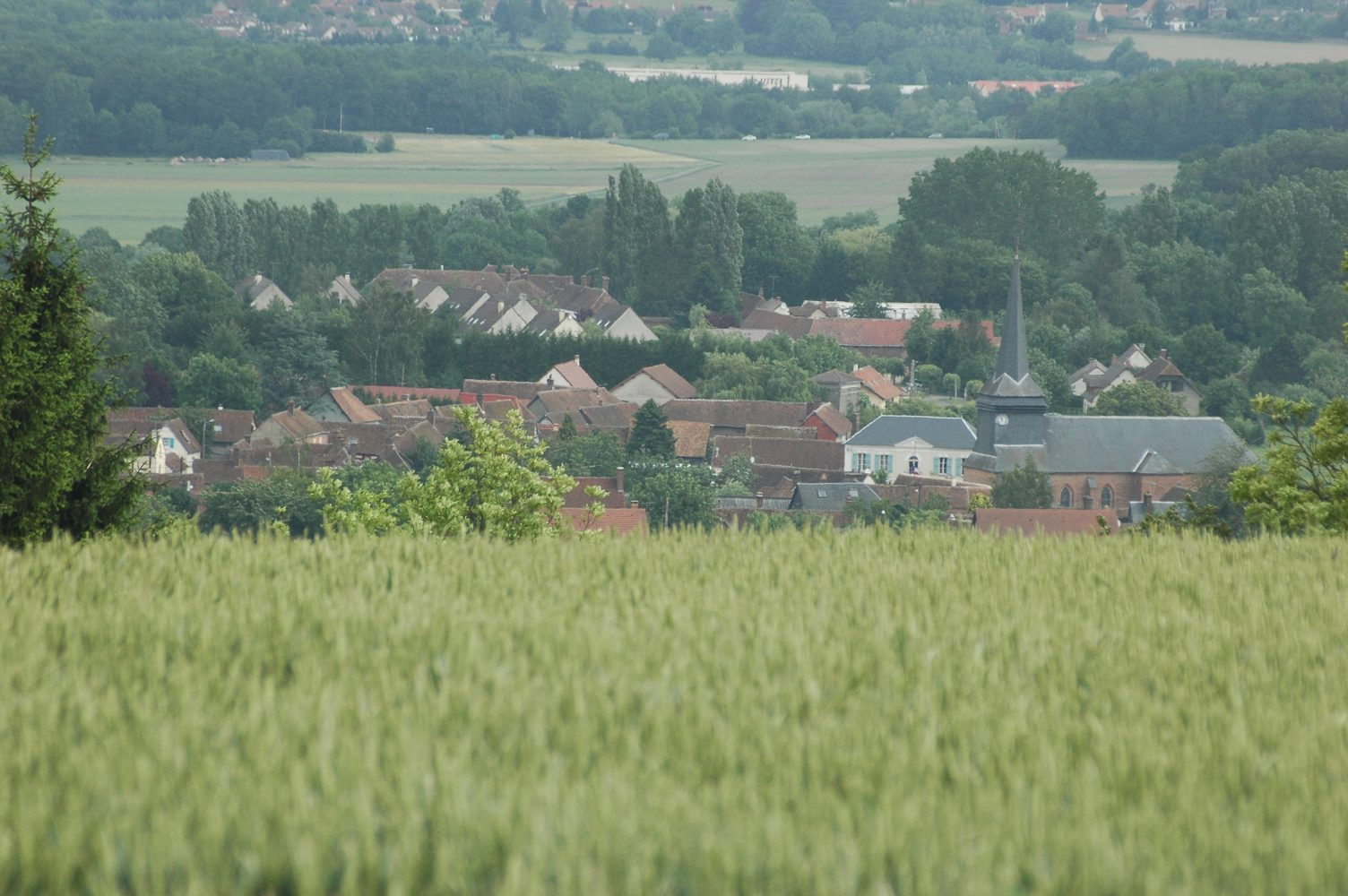
La commune de Saint Aubin-en-Bray.

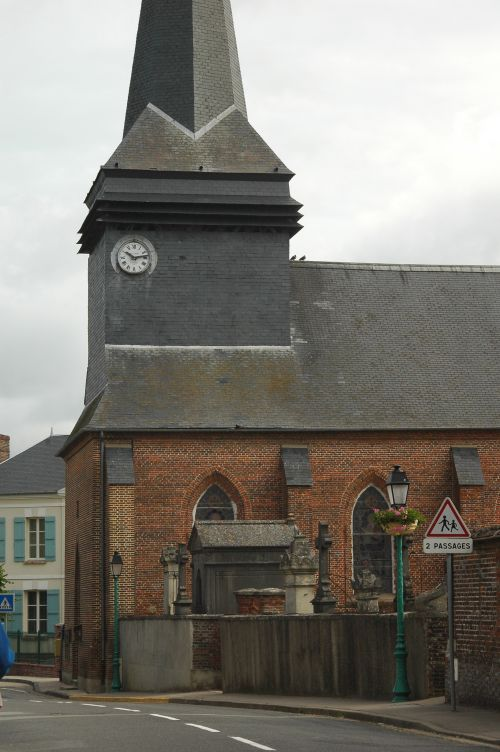
Vue latérale de l'église.

- L'église fut rebâtie au XIXe siècle ; ses vitraux datent du XXe siècle.
- Le promontoire duquel on voit le village permet une vue saisissante des terres, hameaux et communes environnantes. Il y a d'ailleurs un joli aménagement où on retrouve une table d'orientation permettant d'identifier les villages tout autour de Saint-Aubin-en-Bray.

### Personnalités liées à la commune

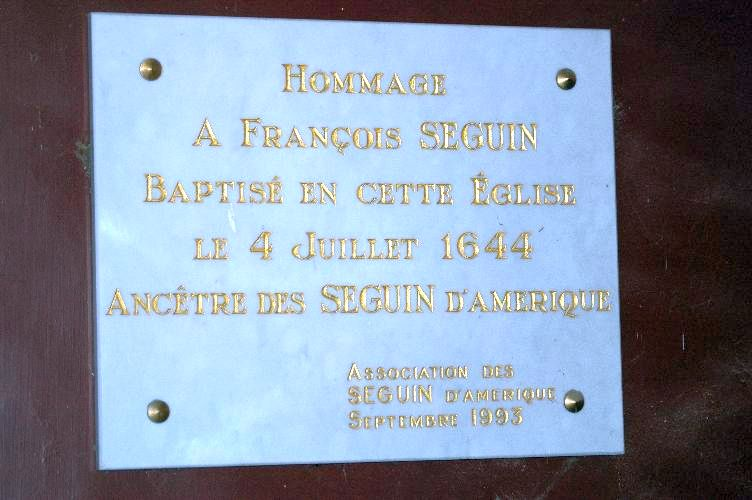
Plaque commémorative de François Séguin.

- Un petit cousin d'Amérique : 
François Séguin[37] dit La Déroute issu de Laurent Séguin né à Hodenc-en-Bray en 1621 et décédé à Senantes le 22 novembre 1706, marié à Marie Massieu à Cuigy-en-Bray le 14 juillet 1643, est né le 4 juillet 1644 et baptisé le même jour à l'église de Saint-Aubin-en-Bray dont il existe une plaque commémorative dans son enceinte. Il a pour parrain François Baudin et pour marraine Jehanne Dufour. François est décédé à l'hôpital Hôtel Dieu de Montréal (Québec, Canada). La date du décès est imprécise soit entre le 30 novembre 1700 et le 10 octobre 1701.
François s'est marié avec Jeanne Petit en la paroisse de la Sainte Famille à Boucherville (Québec, Canada). Un contrat de mariage est signé entre lui et Jeanne auprès de Sieur Thomas Frérot de la Chenaye, notaire (1641-1708), le 21 septembre 1672. François est l'aîné d'une famille de cinq enfants soit Renée, Pierre, Laurent et Michel. Le couple aura 11 enfants tous nés à Boucherville à l'exception de Simon né à Pointe-aux-Trembles.
(Pierre) François Séguin dit Ladéroute immigre vers 1665. Il est soldat et fermier. Il possédait une bête à corne et six arpents de terre en valeur. Il fut tisserand en 1681 à la seigneurie de Boucherville.
Il ne reste aucune trace des Séguin à Saint-Aubin, pas de monument, ni de maison ou de pierre tombale.
- Linda de Suza (1948-2022), chanteuse franco-portugaise, a habité Saint-Aubin-en-Bray[38].